# Geranomyia bustilloi
Geranomyia bustilloi är en tvåvingeart som först beskrevs av Alexander 1938.  Geranomyia bustilloi ingår i släktet Geranomyia och familjen småharkrankar.
Artens utbredningsområde är El Salvador. Inga underarter finns listade i Catalogue of Life.